# Семнадцатая поправка
17-я поправка (фр. Règlement 17, англ. Regulation 17) — закон, направленный против использования французского языка в образовательной системе провинции Онтарио, изданный в 1912 году консервативным правительством Джеймса Уитни. Закон запрещал использование французского языка как основного средства преподавания после 1 класса, и вообще как предмет после 4 класса. 

## Предпосылки
Франко-онтарцы, как и французы вообще, появились на территории Онтарио ещё давно — в конце XVII века, поднимаясь вверх по рекам Оттава и Святого Лаврентия, но заселить эту суровую территорию тогда они так и не смогли, хотя в соседнем Квебеке довольно многочисленное постоянное франкоязычное население успело сформироваться. Лоялисты и прочие британские, а затем и международные поселенцы разместились на территории Онтарио в конце XVIII века. Франкоканадцы появляются в Онтарио в больших количествах в конце XIX века в качестве наёмных рабочих на предприятиях по переработке древесины. Будучи католиками и имея высокий естественный прирост, они часто вызывали негативные реакции у местного протестантского англоязычного населения.

## Протесты франкоязычного населения
Вскоре после того, как Регламент 17 был введён в действие, начались тихие протесты и попытки саботажа. Поправка была одной из причин массового нежелания франкоканадцев служить по призыву на фронтах 1-й мировой войны. В свою очередь правительство Онтарио не только не уступало, но в 1915 г. распустило выборное школьное управление Онтарио, заменив его назначенной комиссией.
Особенно активными участницами протестов были сёстры Делож (Desloges), которые, получив должности учителей в школе Гиг (Guiges) в Оттаве, начали преподавание на французском языке в полном объёме (а не в рамках минимума, разрешённого Регламентом). После того, как давление на них не оказало эффекта, им перестали платить учительскую зарплату, но они продолжали преподавать, помимо школы, в частном порядке. В январе 1916 г. родители учеников окружили школу Гиг и добились, чтобы сёстры были восстановлены в должности учителей. Когда на следующий день полиция попробовала воспрепятствовать их входу в школу, толпа местных жительниц-франкофонок прорвала кордон. Этот день получил название «битва шляпных булавок». В настоящее время на здании бывшей школы в Оттаве на улице Мюррей (ныне центр услуг для пожилых) размещена мемориальная табличка в память о тех событиях.

## Отмена регламента и последствия
Франкоязычная ассамблея Онтарио опротестовала этот закон, который фактически исполнялся на местах непоследовательно, в зависимости от соотношения англо- и франкоговорящих в том или ином муниципалитете.
Тем не менее, за 15 лет имплементации в Онтарио было англифицировано целое поколение франкофонов, которые фактически утратили родной язык. Закон имел катастрофические последствия для франкоязычного населения провинции. В одном только городе Уинсор доля франкофонов упала с 30 % в 1912 до 13 % в 1941 г.
Закон отменило в 1927 году правительство Говарда Фергюсона, который был противником двуязычия (и в своё время сыграл активную роль в принятии законодательной поправки 17), однако в тот момент искал союза с квебекскими политиками против федерального центра. Консервативное правительство признало двуязычные школы с большой неохотой. Тем не менее, вплоть до принятия провинциального Закона об образовании 1968 г. в Онтарио не были официально признаны франкоязычные школы.